# Victoria Rodríguez
Pour les articles homonymes, voir Rodríguez.
Victoria Rodríguez, née le 22 avril 1995 à Durango, est une joueuse de tennis mexicaine professionnelle.
Elle fait partie de l'équipe du Mexique de Fed Cup.

## Carrière
Évoluant principalement sur le circuit ITF, elle y a remporté 9 titres en simple et 24 en double.
En 2017, elle remporte son premier titre en double en catégorie WTA 125 à Bombay, associée à Bibiane Schoofs.

## Palmarès

### Titre en double en WTA 125
| No | Date       | Nom et lieu du tournoi | Catégorie | Dotation  | Surface    | Partenaire      | Finalistes                         | Score            |          |
| -- | ---------- | ---------------------- | --------- | --------- | ---------- | --------------- | ---------------------------------- | ---------------- | -------- |
| 1  | 20-11-2017 | L&T Mumbai Open Bombay | WTA 125   | 125 000 $ | Dur (ext.) | Bibiane Schoofs | Dalila Jakupović Irina Khromacheva | 7-5, 3-6, [10-7] | Parcours |

## Classements WTA en fin de saison
| Année          | 2012 | 2013 | 2014 | 2015 | 2016 | 2017 | 2018 | 2019 | 2020 | 2021 | 2022 | 2023 | 2024 |
| Rang en simple | 687  | 611  | 377  | 223  | 375  | 259  | 312  | 558  | 664  | 510  | 625  | 517  | 288  |
| Rang en double | 1046 | 380  | 429  | 221  | 339  | 178  | 145  | 213  | 234  | 278  | 703  | 355  | 410  |

Source : (en) Classements de Victoria Rodríguez sur le site officiel de la Fédération internationale de tennis